# LifeType
LifeType（ライフタイプ）は、オープンソースのブログソフトウェアである。

## 特徴
一般的なブログの機能であるWYSIWYGによる編集やスタイルテンプレートなどのほかに、アンチスパムフィルタを内蔵している。また、権限管理機構により1つのブログを複数人で更新するように構成することも可能である。さらに、プラグインによる機能提供や中国語（簡体字、繁体字）などへのローカライズも行われている。（ただし、日本語へのローカライズは不明。）

## 動作環境
- Webサーバ : Apache（推奨） / IIS
- データベース : MySQL3.23
- PHP : PHP4.3.0以上（4.4.0まはた5.1.0以上推奨）